# فار كراي 3: بلاد دراغون
فار كراي 3: تنين الدم (بالإنجليزية: Far Cry 3: Blood Dragon)‏ هي لعبة فيديو من نوع أكشن-مغامرات، صدرت في أبريل 30, 2013، وهي متوفرة على أجهزة مايكروسوفت ويندوز وبلاي ستيشن 3 وإكس بوكس 360. اللعبة من تطوير يوبي سوفت مونتريال ويوبي سوفت شانغهاي ومن نشر يوبي سوفت.